# أوتوماتا (فلم)
أوتوماتا (بالإنجليزية: Autómata) هو فيلم خيال علمي تم انتاجه في اسبانيا وبلغاريا، صدر سنة 2014. من بطولة أنتونيو بانديراس وميلاني جريفيث وروبرت فوريستر.

## القصة
تدور الأحداث حول (جاك فوكان) وهو مندوب تأمينات لشركة (روك) للروبوتات (الأشخاص الآليين)، يقوم بالتحقيق في حالة روبوتات تخالف البروتوكولات الأساسية التي تم برمجتها بها، وتقوم بإصلاح نفسها بنفسها، وما يكتشفه سوف يكون له تأثير خطير على مستقبل البشرية.

## الميزانية والإيرادات
كلّف الفيلم ميزانية 15 مليون دولار أمريكي.

## وصلات خارجية
- مقالات تستعمل روابط فنية بلا صلة مع ويكي بيانات
- أوتوماتا على IMDb
- أوتوماتا على Rotten Tomatos
- أوتوماتا على Allmovie
- أوتوماتا على Metacritic